# 沓掛英二
沓掛 英二（くつかけ えいじ、1960年9月12日 - ）は、日本の実業家。野村不動産ホールディングス会長、不動産協会副理事長。

## 経歴
長野県長野市出身。長野県屋代高等学校を経て、1984年に明治大学政治経済学部を卒業、同年野村證券入社。新宿野村ビル支店支店長、京都支店支店長などを経て、執行役員、常務執行役員等を歴任。2012年、同社代表執行役副社長に就任。2014年より野村不動産ホールディングスに転じ、取締役副社長執行役員を経て、2015年に代表取締役社長に就任。不動産協会副理事長も兼務した。2023年不動産協会顧問。